# Futboll Klub Partizani 2015-2016
Questa voce raccoglie le informazioni riguardanti il Futboll Klub Partizani nelle competizioni ufficiali della stagione 2015-2016.

## Rosa
Rosa e numerazione aggiornate al 21 febbraio 2016.
| N. |                       | Ruolo | Calciatore                  |
| -- | --------------------- | ----- | --------------------------- |
| 1  | Albania (bandiera)    | P     | Dashamir Xhika              |
| 2  | Albania (bandiera)    | D     | Harallamb Qaqi              |
| 3  | Montenegro (bandiera) | D     | Marko Vidović               |
| 4  | Albania (bandiera)    | D     | Arbnor Fejzullahu           |
| 5  | Albania (bandiera)    | D     | Gëzim Krasniqi              |
| 6  | Brasile (bandiera)    | C     | Filipe                      |
| 7  | Kosovo (bandiera)     | A     | Astrit Fazliu               |
| 10 | Albania (bandiera)    | C     | Idriz Batha (vice-capitano) |
| 11 | Albania (bandiera)    | D     | Franc Veliu                 |
| 12 | Albania (bandiera)    | P     | Alban Hoxha (capitano)      |
| 14 | Kosovo (bandiera)     | C     | Mentor Mazrekaj             |
| 15 | Albania (bandiera)    | D     | Ditmar Biçaj                |
| 16 | Albania (bandiera)    | C     | Ylber Ramadani              |
| 17 | Serbia (bandiera)     | A     | Stevan Račić                |

| N. |                      | Ruolo | Calciatore       |  |
| -- | -------------------- | ----- | ---------------- |  |
| 18 | Albania (bandiera)   | C     | Jurgen Bardhi    |  |
| 19 | Albania (bandiera)   | C     | Lorenc Trashi    |  |
| 20 | Albania (bandiera)   | A     | Xhevahir Sukaj   |  |
| 21 | Albania (bandiera)   | C     | Asion Daja       |  |
| 22 | Kosovo (bandiera)    | D     | Labinot Ibrahimi |  |
| 27 | Argentina (bandiera) | A     | Agustín Torassa  |  |
| 28 | Albania (bandiera)   | C     | Realdo Fili      |  |
| 30 | Albania (bandiera)   | C     | Lauren Ismailaj  |  |
| 35 | Albania (bandiera)   | P     | Mario Dajsinani  |  |
| 36 | Nigeria (bandiera)   | D     | Sodiq Atanda     |  |
| 88 | Albania (bandiera)   | C     | Emiljano Vila    |  |
| 99 | Albania (bandiera)   | D     | Reinaldo Kalari  |  |
|    | Albania (bandiera)   | C     | Fabio Hasa       |  |
|    | Albania (bandiera)   | A     | Jurgen Vatnikaj  |  |

## Calciomercato

### Sessione estiva(dal 1/7 al 31/8)
| Acquisti | Acquisti        | Acquisti   | Acquisti             |
| R.       | Nome            | da         | Modalità             |
| -------- | --------------- | ---------- | -------------------- |
| P        | Bledar Vashaku  | Tomori     | definitivo (0 €)     |
| D        | Ditmar Biçaj    | svincolato | parametro zero (0 €) |
| D        | Harallamb Qaqi  | Verona     | prestito (0 €)       |
| D        | Marko Vidović   | Honvéd     | definitivo (0 €)     |
| D        | Reinaldo Kalari | Tirana     | definitivo (0 €)     |
| C        | Jovan Nikolić   | Sutjeska   | definitivo (0 €)     |
| C        | Alsid Tafili    | Vllaznia   | definitivo (0 €)     |
| C        | Carlos Robles   | svincolato | parametro zero (0 €) |
| C        | John Grabova    | Elbasani   | definitivo (0 €)     |
| A        | Sebino Plaku    | svincolato | parametro zero (0 €) |
| A        | Xhevahir Sukaj  | Sepahan    | definitivo (0 €)     |
| A        | Emanuele Morini | Viterbese  | definitivo (0 €)     |

| Cessioni | Cessioni         | Cessioni          | Cessioni            |
| R.       | Nome             | a                 | Modalità            |
| -------- | ---------------- | ----------------- | ------------------- |
| P        | Fabio Gjonikaj   | Kamza             | prestito (0 €)      |
| D        | Ardian Cuculi    | Škendija          | definitivo (0 €)    |
| D        | Amir Rrahmani    | RNK Spalato       | definitivo (0 €)    |
| D        | Arben Muskaj     | PAS Giannina      | fine prestito (0 €) |
| C        | Bunjamin Shabani | Renova            | definitivo (0 €)    |
| C        | Nderim Nedzipi   | Flamurtari Valona | definitivo (0 €)    |
| C        | Emiljano Vila    | Kerkyra           | definitivo (0 €)    |
| C        | Erbi Myftaraj    | Burreli           | prestito (0 €)      |
| A        | Jurgen Vatnikaj  | Tërbuni Pukë      | prestito (0 €)      |

### Sessione invernale(dal 1/1 al 1/2)
| Acquisti | Acquisti           | Acquisti        | Acquisti             |
| R.       | Nome               | da              | Modalità             |
| -------- | ------------------ | --------------- | -------------------- |
| P        | Mario Dajsinani    | Besa Kavajë     | definitivo (0 €)     |
| D        | Sodiq Atanda       | Apolonia Fier   | definitivo (0 €)     |
| D        | Franc Veliu        | Kukësi          | definitivo (0 €)     |
| C        | Filipe             | Perugia         | prestito (0 €)       |
| C        | Emiljano Vila      | İnter Baku      | definitivo (0 €)     |
| C        | Ylber Ramadani     | Drita           | definitivo (0 €)     |
| C        | Realdo Fili        | Apolonia Fier   | definitivo (0 €)     |
| A        | Jurgen Vatnikaj    | Tërbuni Pukë    | fine prestito (0 €)  |
| A        | Festim Krasniqi    | Drita           | definitivo (0 €)     |
| A        | Agustín Torassa    | Huracán         | definitivo (0 €)     |
| A        | Federico Haberkorn | Vélez Sarsfield | prestito (0 €)       |
| A        | Gabriel            | svincolato      | parametro zero (0 €) |

| Cessioni | Cessioni           | Cessioni        | Cessioni             |
| R.       | Nome               | a               | Modalità             |
| -------- | ------------------ | --------------- | -------------------- |
| P        | Bledar Vashaku     | Turbina Cërrik  | parametro zero (0 €) |
| D        | Endrit Vrapi       | Vllaznia        | parametro zero (0 €) |
| C        | Jovan Nikolić      | Sutjeska        | parametro zero (0 €) |
| C        | Dorian Bylykbashi  | svincolato      | parametro zero (0 €) |
| C        | Alsid Tafili       | Vllaznia        | parametro zero (0 €) |
| C        | Carlos Robles      | Atlético Huila  | parametro zero (0 €) |
| A        | Emanuele Morini    | svincolato      | parametro zero (0 €) |
| A        | Sebino Plaku       | Skënderbeu      | parametro zero (0 €) |
| A        | Festim Krasniqi    | Laçi            | prestito (0 €)       |
| A        | Federico Haberkorn | Vélez Sarsfield | fine prestito (0 €)  |
| A        | Gabriel            | svincolato      | parametro zero (0 €) |

## Risultati

### Kategoria Superiore

#### Girone di andata
| Arbitro: | Jorgji (Tirana) |

|           |           |          |
| Sukaj 65’ | Marcatori | 55’ Çela |

| Arbitro: | Meta (Durazzo) |

|                               |           |           |
| Trashi 73’ Sukaj 90+5’ (rig.) | Marcatori | 55’ Trapp |

| Arbitro: | Çjapi (Scutari) |

|           |           |                               |
| Krymi 29’ | Marcatori | 45+3’ (rig.) Sukaj 82’ Morini |

| Arbitro: | Sino (Elbasan) |

|                            |           |  |
| Plaku 34’ Sukaj 58’ (rig.) | Marcatori |  |

| Arbitro: | Sadiku (Fier) |

|                  |           |                     |
| Biçaj 56’ (aut.) | Marcatori | 27’ Sukaj 77’ Biçaj |

| Arbitro: | Jemini (Tirana) |

|           |           |  |
| Sukaj 51’ | Marcatori |  |

| Arbitro: | Koçi (Durazzo) |

|            |           |                    |
| Peposhi 7’ | Marcatori | 9’ Batha 90’ Sukaj |

| Arbitro: | Jemini (Tirana) |

|                           |           |           |
| Krasniqi 23’ Ibrahimi 33’ | Marcatori | 8’ Salihi |

| Arbitro: | Sino (Elbasan) |

|  |           |            |
|  | Marcatori | 72’ Trashi |

#### Girone di ritorno
| Arbitro: | Jemini (Tirana) |

|                      |           |                                  |
| Goçaj 7’ Adeniyi 33’ | Marcatori | 4’ Fazliu 21’ Sukaj 50’ Mazrekaj |

| Valona 18 novembre 2015, ore 17:00 CEST 11ª giornata | Flamurtari Valona | 0 – 0 (0 - 0) | Partizani Tirana | Stadiumi Flamurtari (1.500 spett.)\| Arbitro: \| Sino (Elbasan) \| |
| Arbitro:                                             | Sino (Elbasan)    |               |                  |                                                                    |

| Arbitro: | Alla (Elbasan) |

|            |           |  |
| Fazliu 90’ | Marcatori |  |

| Arbitro: | Pashaj (Durazzo) |

|  |           |              |
|  | Marcatori | 24’ Mazrekaj |

| Arbitro: | Hamiti (Tirana) |

|                                       |           |  |
| Ibrahimi 31’ Račić 49’, 62’ Sukaj 58’ | Marcatori |  |

| Tirana 7 dicembre 2015, ore 14:00 CEST 15ª giornata | Tirana          | 0 – 0 (0 - 0) | Partizani Tirana | Stadiumi Selman Stërmasi (6.531 spett.)\| Arbitro: \| Jemini (Tirana) \| |
| Arbitro:                                            | Jemini (Tirana) |               |                  |                                                                          |

| Arbitro: | Hamiti (Tirana) |

|           |           |            |
| Račić 75’ | Marcatori | 15’ Hoxhaj |

| Arbitro: | Jorgji (Tirana) |

|              |           |  |
| Olayinka 12’ | Marcatori |  |

| Arbitro: | Jemini (Tirana) |

|  |           |           |
|  | Marcatori | 28’ Lukić |

#### Girone di andata
| Arbitro: | Meta (Durazzo) |

|                    |           |  |
| Račić 10’ Vila 72’ | Marcatori |  |

| Arbitro: | Pashaj (Durazzo) |

|           |           |           |
| Sukaj 89’ | Marcatori | 38’ Hoxha |

| Arbitro: | Meta (Durazzo) |

|           |           |           |
| Dibra 90’ | Marcatori | 22’ Račić |

| Arbitro: | Pashaj (Durazzo) |

|           |           |  |
| Sukaj 50’ | Marcatori |  |

| Pukë 27 febbraio 2016, ore 13:30 CEST 23ª giornata | Tërbuni Pukë  | 0 – 0 (0 - 0) | Partizani Tirana | Stadiumi Ismail Xhemali (500 spett.)\| Arbitro: \| Sokoli (Fier) \| |
| Arbitro:                                           | Sokoli (Fier) |               |                  |                                                                     |

| Arbitro: | Jemini (Tirana) |

|                         |           |  |
| Sukaj 6’ Fejzullahu 12’ | Marcatori |  |

| Arbitro: | Sadiku (Fier) |

|  |           |                     |
|  | Marcatori | 11’ Vila 49’ Trashi |

| Arbitro: | Jorgji (Tirana) |

|           |           |              |
| Račić 20’ | Marcatori | 88’ Vangjeli |

| Arbitro: | Meta (Durazzo) |

|  |           |                    |
|  | Marcatori | 52’ Batha 87’ Daja |

#### Girone di ritorno
| Laç 2 aprile 2016, ore 16:00 CEST 28ª giornata | Laçi             | 0 – 0 (0 - 0) | Partizani Tirana | Stadiumi Laçi (1.000 spett.)\| Arbitro: \| Beqiri (Scutari) \| |
| Arbitro:                                       | Beqiri (Scutari) |               |                  |                                                                |

| Arbitro: | Meta (Durazzo) |

|                  |           |           |
| Danilo Alves 86’ | Marcatori | 40’ Sukaj |

| Arbitro: | Jemini (Tirana) |

|                         |           |  |
| Sukaj 60’, 90’ Fili 87’ | Marcatori |  |

| Arbitro: | Jemini (Tirana) |

|  |           |             |
|  | Marcatori | 90+3’ Sukaj |

| Arbitro: | Jubica (Elbasan) |

|                              |           |  |
| Sukaj 19’, 47’, 64’ Vila 25’ | Marcatori |  |

| Arbitro: | Jemini (Tirana) |

|                    |           |                      |
| Muça 28’ Bakaj 47’ | Marcatori | 21’ Sukaj 90+5’ Fili |

| Arbitro: | Jubica (Elbasan) |

|          |           |                 |
| Fili 70’ | Marcatori | 24’, 86’ Hoxhaj |

| Arbitro: | Meta (Durazzo) |

|  |           |          |
|  | Marcatori | 90’ Vila |

| Arbitro: | Pashaj (Durazzo) |

|           |           |                       |
| Sukaj 35’ | Marcatori | 73’ Lamçja 90+3’ Hila |

### Kupa e Shqipërisë
| Arbitro: | Ujka (Laç) |

|  |           |                                                        |
|  | Marcatori | 8’, 32’ Plaku 38’ Morini 45’ (aut.) Çunaj 66’ Ibrahimi |

| Arbitro: | Dyrmishi (Tirana) |

|  |           |                  |
|  | Marcatori | 36’, 57’ Kolgega |

| Arbitro: | Shoshaj (Valona) |

|            |           |                          |
| Mezini 39’ | Marcatori | 12’, 77’ Plaku 60’ Račić |

| Arbitro: | Kuka (Scutari) |

|                                       |           |  |
| Ismailaj 4’ Morini 42’ Bylykbashi 76’ | Marcatori |  |

| Arbitro: | Alla (Elbasan) |

|                  |           |  |
| Adeniyi 49’, 65’ | Marcatori |  |

| Arbitro: | Koçi (Durazzo) |

|           |           |  |
| Sukaj 64’ | Marcatori |  |

### UEFA Europa League

#### Primo turno preliminare
| Arbitro: | McLaughlin |

|                               |           |            |
| Vilsvik 21’, 72’ Ogunjimi 65’ | Marcatori | 68’ Fazliu |

| Arbitro: | Stieler |

|  |           |                   |
|  | Marcatori | 90+5’ Vaagan Moen |